# Sarah Parish
Sarah Parish es una actriz británica, más conocida por haber interpretado a Katie Roden en la serie Mistresses. 

## Biografía
Su hermano es el músico y productor musical John Parish. Es muy buena amiga de las actrices Dervla Kirwan y Amanda Holden. Sarah y Dervla son propietarias de la compañía de producción "Aphra Productions".
El 15 de diciembre de 2005 se casó con el actor James Murray, la pareja le dio la bienvenida a su primera hija juntos Ella-Jayne Murray en mayo del 2008 quien nació prematura, lamentablemente Ella murió a mediados de enero del 2009 después de solo ocho meses de nacida por un problema congénito en el corazón conocido como Síndrome de Rubinstein-Taybi. Previamente Ella había sido operada dos veces para arreglar el defecto sin resultados.
La pareja le dio la bienvenida a su segunda hija, Nell Murray en noviembre del 2009.

## Carrera
En 1997 se unió al elenco recurrente de la serie Peak Practice donde interpretó a la recepcionista Dawn Rudge hasta 1999.
En el 2002 se unió al elenco de la serie Cutting It donde interpretó a Allie Henshall hasta el final de la serie en el 2005 y junto a los actores Jason Merrells y Amanda Holden.
En el 2004 apareció en la serie Blackpool donde interpretó a Natalie Holden, la esposa del dueño de la arcada Ripley Holden (David Morrisey), quien tiene una aventura con el oficial de policía Peter Carlisle (David Tennant), quien la está investigando por el asesinato de su esposo.
En el 2008 se unió al elenco de la serie Mistresses donde interpretó a la psiquiatra Katie Roden hasta el final de la serie en el 2010. Katie es una mujer muy respetada en su trabajo que termina teniendo un romance con un paciente en fase terminal por dos años.
En el 2009 apareció como invitada en dos episodios de la serie de ciencia ficción Merlín donde interpretó a la noble Lady Catrina de la casa de Tregor.
En el 2010 interpretó a Lady Regan Hamleigh en la miniserie The Pillars of the Earth junto a Ian McShane, Matthew Macfadyen y Donald Sutherland. Regan está casada con Lord Percy y no se detiene ante nada para lograr que su familia e hijo William Hamleigh (David Oakes) lleguen a lo más alto de la escala social.
En el 2011 se unió al elenco de la serie médica dramática Monroe donde interpreta a la doctora Jenny Bremner, hasta ahora.
En abril del 2016 se anunció que Sarah se uniría al elenco de la tercera y última temporada de la serie Broadchurch.

## Filmografía

### Series de televisión
| Año             | Título                      | Personaje             | Notas                                      |
| --------------- | --------------------------- | --------------------- | ------------------------------------------ |
| 2021            | Stay Close                  | Lorraine Griggs       | 8 episodios                                |
| 2018 - 2020     | Medici: Masters of Florence | Lucrecia Tornabuoni   | 2ª y 3ª temporada                          |
| 2016 - presente | Broadchurch                 |                       |                                            |
| 2015            | Trollied                    | Cheryl                | 9 episodios                                |
| 2014 - 2015     | W1A                         | Anna Rampton          | 8 episodios                                |
| 2013 - 2015     | Atlantis                    | Pasífae               | 19 episodios                               |
| 2013            | Breathless                  | Margaret Dalton       | 4 episodios                                |
| 2013            | Agatha Christie's Poirot    | Flossie Monro         | episodio "The Big Four"                    |
| 2011 - 2012     | Monroe                      | Jenny Bremner         | 12 episodios                               |
| 2012            | Hatfields & McCoys          | Levicy Hatfield       | 3 episodios                                |
| 2010            | The Pillars of the Earth    | Regan Hamleigh        | 8 episodios - miniserie                    |
| 2008 - 2010     | Mistresses                  | Dra. Katie Roden      | 16 episodios                               |
| 2009            | Merlín                      | Lady Catrina          | 2 episodios                                |
| 2007            | Director's Debut            | Florista              | episodio "Baby Boom"                       |
| 2006            | Doctor Who                  | Emperatriz de Racnoss | episodio "La novia fugitiva"               |
| 2006            | Girls on the Bus            | Cassidy Long          | episodio "Pilot"                           |
| 2005            | ShakespeaRe-Told            | Beatrice              | episodio "Much Ado About Nothing"          |
| 2002 - 2005     | Cutting It                  | Allie Henshall        | 25 episodios                               |
| 2005            | Monkey Trousers             | Varios Personajes     | episodio # 1.2                             |
| 2004            | Blackpool                   | Natalie Holden        | 6 episodios                                |
| 2003            | Trust                       | Annie Naylor          | 6 episodios                                |
| 2000 - 2001     | Hearts and Bones            | Amanda Thomas         | 13 episodios                               |
| 2001            | Table 12                    | Sharon                | episodio "Peripheral Vision"               |
| 2001            | The Vice                    | Jane Farrell          | 3 episodios                                |
| 2000            | Kiss Me Kate                | Liz                   | episodio "Magnolia"                        |
| 2000            | Brotherly Love              | Julia Empthorpe       | episodio "Sex and Drugs and Rock 'n' Roll" |
| 2000            | City Central                | Karen Ridley          | episodio "Everything Must Go"              |
| 2000            | Beast                       | Helen                 | episodio "Twin Pekes"                      |
| 1997 - 1999     | Peak Practice               | Dawn Rudge            | 30 episodios                               |
| 1998            | Babes in the Wood           | Roxy                  | episodio # 1.4                             |
| 1994            | The Bill                    | Linda Pincham         | episodio "Taking Stock"                    |

### Películas
| Año  | Título                  | Personaje                   | Notas                                                                     |
| ---- | ----------------------- | --------------------------- | ------------------------------------------------------------------------- |
| 2007 | Sex, the City and Me    | Jess Turner                 | junto a Daniel Lapaine, Shaun Dingwall, Burn Gorman & Raza Jaffrey        |
| 2007 | Recovery                | Tricia Hamilton             | junto a David Tennant, Harry Treadaway, Jay Simpson & Jim Carter          |
| 2006 | The Holiday             | Hannah                      | junto a Cameron Diaz, Kate Winslet, Jude Law, Edward Burns & Rufus Sewell |
| 2006 | Aftersun                | Sue                         | junto a Peter Capaldi, Anna Madeley & Juan Pablo Di Pace                  |
| 2006 | If I Had You            | Sharon Myers                | junto a Paul McGann, Nicole Lewis & Andrew Buchan                         |
| 2006 | Marple: Sleeping Murder | Evie Ballantyne             | junto a Geraldine McEwan, Sophia Myles, Harry Treadaway & Paul McGann     |
| 2005 | Our Hidden Lives        | Maggie Joy Blunt            | junto a Richard Briers, Michael Fassbender & Ian McDiarmid                |
| 2005 | The Wedding Date        | TJ                          | junto a Debra Messing, Dermot Mulroney, Amy Adams & Jack Davenport        |
| 2003 | Reversals               | Dr. Charlotte Woods         | junto a Marc Warren, Indira Varma & Anthony Head                          |
| 2003 | Unconditional Love      | Lydia Gray                  | junto a Robson Green, Peter Capaldi & Anatol Yusef                        |
| 2002 | Sirens                  | Ali Pearson                 | junto a Daniela Nardini, Greg Wise & Robert Glenister                     |
| 2002 | Impact                  | Gaynor Crosswell            | junto a Hugh Bonneville, Iain Glen & Corey Johnson                        |
| 2001 | Smoke                   | -                           | junto a Cathryn Beckett & Paul Brophy                                     |
| 1999 | Parting Shots           | Recepcionista de la Agencia | junto a John Cleese, Bob Hoskins & Ben Kingsley                           |
| 1998 | Middleton's Changeling  | Paciente del Asilo          | junto a Ian Dury, Amanda Ray-King & Billy Connolly                        |

### Radio
| Año  | Programa             | Personaje |
| ---- | -------------------- | --------- |
| 2003 | The Midwitch Cuckoos | Janet     |

### Apariciones
| Año  | Comercial        | Personaje |
| ---- | ---------------- | --------- |
| 1994 | Boddingtons Beer | Vera      |

### Directora y narradora
| Año  | Serie            | Notas                                                 |
| ---- | ---------------- | ----------------------------------------------------- |
| 2008 | Cutting Edge     | narradora - episodio "The Girls Who Were Found Alive" |
| 2007 | Director's Debut | directora - episodio "Baby Boom"                      |

## Premios y nominaciones
| Año  | Categoría            | Premio                    | Serie      | Resultado |
| ---- | -------------------- | ------------------------- | ---------- | --------- |
| 2003 | Most Popular Actress | National Television Award | Cutting It | Nominada  |